# Elecciones al Parlamento de Andalucía
Las elecciones al Parlamento de Andalucía son las elecciones autonómicas en las que los ciudadanos de Andalucía eligen a los miembros del Parlamento de Andalucía (España). El Parlamento de Andalucía está formado por ciento nueve parlamentarios. Las últimas elecciones al Parlamento de Andalucía se celebraron en 2022.
Tras la aprobación del Estatuto de Autonomía de Andalucía mediante la Ley Orgánica 6/1981 de 30 de diciembre de 1981, las primeras elecciones a su Parlamento autónomo se convocaron para el 23 de mayo de 1982. Posteriormente se han celebrado elecciones en 1986, 1990, 1994, 1996, 2000, 2004, 2008, 2012, 2015, 2018 y 2022.

## Juntas electorales
Integran la Administración Electoral, la Junta Electoral Central, la Junta Electoral de Andalucía, las Provinciales y de Zona, así como las Mesas Electorales. La Junta Electoral de Andalucía es un órgano permanente y está compuesto por cuatro vocales Magistrados del Tribunal Superior de Justicia y tres vocales Catedráticos o Profesores titulares de Derecho en activo, designados a propuesta conjunta de los partidos, federaciones, coaliciones o agrupaciones de electores con representación en el Parlamento. Los miembros de la Junta Electoral de Andalucía son nombrados por decreto y continúan en su mandato hasta la toma de posesión de la nueva Junta Electoral, al inicio de la siguiente legislatura. Los vocales eligen, de entre los de origen judicial, al presidente y vicepresidente de la Junta en la sesión constitutiva que se celebra a convocatoria del Secretario. El secretario de la Junta Electoral de Andalucía es el Letrado Mayor del Parlamento, participa en sus deliberaciones con voz y sin voto y custodia la documentación correspondiente a la Junta Electoral.

## Convocatoria
Las elecciones autonómicas son convocadas por el presidente de la Junta de Andalucía mediante decreto publicado en el Boletín Oficial de la Junta de Andalucía. De forma ordinaria, las elecciones se celebran cada cuatro años. El presidente de la Junta de Andalucía tiene atribuida la facultad de disolución anticipada del Parlamento, por lo que las elecciones no se celebran en una fecha fija del calendario. El decreto de convocatoria de elecciones fija la fecha de la votación, que no puede estar comprendida entre los días 1 de julio a 31 de agosto, y la fecha de la sesión constitutiva del Parlamento, que tiene lugar dentro de los veinticinco días siguientes al de la celebración de las elecciones.

## Sistema electoral

Diputados por circunscripción electoral (2022)

El Estatuto de Autonomía de Andalucía de 2007 establece que los miembros del Parlamento de Andalucía son elegidos mediante sufragio universal, igual, libre, directo y secreto. También establece, por medio de la Ley Electoral de Andalucía, que el Parlamento debe estar compuesto por un mínimo de ciento nueve diputados (109). Los parlamentarios se eligen mediante escrutinio proporcional plurinominal con listas cerradas en cada circunscripción electoral.
Las circunscripciones electorales del Parlamento de Andalucía se corresponden con las ocho provincias de Andalucía. A cada provincia le corresponde un mínimo inicial de ocho diputados. Los cuarenta y cinco restantes se distribuyen entre las provincias en proporción a su población. Así, en las elecciones de 2022 el número de parlamentarios elegidos por provincia fueron: 11 en Huelva y Jaén, 12 tanto en Almería como en córdoba, 13 en Granada, 15 en Cádiz, 17 en Málaga y 18 en Sevilla. La asignación de escaños a las listas electorales en cada circunscripción se realiza mediante el sistema D'Hondt. La barrera electoral es del 3% de los votos válidos emitidos en la circunscripción.
Tras la reforma electoral de 2005, las candidaturas deben presentar listas electorales paritarias alternando hombres y mujeres. Este sistema es conocido como listas cremallera. Esta reforma fue recurrida ante el Tribunal Constitucional por el Grupo Parlamentario Popular del Congreso de los Diputados. En 2011 el tribunal desestimó por unanimidad el recurso.

## Historial de las elecciones
| Elecciones al Parlamento de Andalucía | Elecciones al Parlamento de Andalucía | Elecciones al Parlamento de Andalucía | Elecciones al Parlamento de Andalucía          | Elecciones al Parlamento de Andalucía | Elecciones al Parlamento de Andalucía | Elecciones al Parlamento de Andalucía | Elecciones al Parlamento de Andalucía           | Elecciones al Parlamento de Andalucía |
| Legislatura                           | Elecciones                            | Participación                         | Partido más votado                             | Votos                                 | %                                     | Escaños                               | Presidente electo                               |                                       |
| ------------------------------------- | ------------------------------------- | ------------------------------------- | ---------------------------------------------- | ------------------------------------- | ------------------------------------- | ------------------------------------- | ----------------------------------------------- | ------------------------------------- |
| I Legislatura                         | 1982                                  | 66,31%                                | Partido Socialista Obrero Español de Andalucía | 1.496.522                             | 52,10%                                | 66                                    | Rafael Escuredo / José Rodríguez de la Borbolla |                                       |
| II Legislatura                        | 1986                                  | 70,55%                                | Partido Socialista Obrero Español de Andalucía | 1.581.354                             | 46,53%                                | 60                                    | José Rodríguez de la Borbolla                   |                                       |
| III Legislatura                       | 1990                                  | 54,72%                                | Partido Socialista Obrero Español de Andalucía | 1.368.529                             | 49,61%                                | 62                                    | Manuel Chaves (PSOE-A)                          |                                       |
| IV Legislatura                        | 1994                                  | 67,28%                                | Partido Socialista Obrero Español de Andalucía | 1.395.132                             | 38,71%                                | 45                                    | Manuel Chaves (PSOE-A)                          |                                       |
| V Legislatura                         | 1996                                  | 77,94%                                | Partido Socialista Obrero Español de Andalucía | 1.903.160                             | 44,40%                                | 52                                    | Manuel Chaves (PSOE-A)                          |                                       |
| VI Legislatura                        | 2000                                  | 68,71%                                | Partido Socialista Obrero Español de Andalucía | 1.790.653                             | 44,18%                                | 52                                    | Manuel Chaves (PSOE-A)                          |                                       |
| VII Legislatura                       | 2004                                  | 75,85%                                | Partido Socialista Obrero Español de Andalucía | 2.260.545                             | 50,36%                                | 61                                    | Manuel Chaves (PSOE-A)                          |                                       |
| VIII Legislatura                      | 2008                                  | 72,67%                                | Partido Socialista Obrero Español de Andalucía | 2.148.328                             | 48,41%                                | 56                                    | Manuel Chaves / José Antonio Griñán             |                                       |
| IX Legislatura                        | 2012                                  | 60,78%                                | Partido Popular Andaluz                        | 1.570.833                             | 40,66%                                | 50                                    | José Antonio Griñán / Susana Díaz (PSOE-A)      |                                       |
| XII Legislatura                       | 2022                                  | 56,13%                                | Partido Socialista Obrero Español de Andalucía | 1.589.272                             | 43,11%                                | 58                                    | Juan Manuel Moreno (PP-A)                       |                                       |
| X Legislatura                         | 2015                                  | 63,94%                                | Partido Socialista Obrero Español de Andalucía | 1.411.278                             | 35,41%                                | 47                                    | Susana Díaz                                     |                                       |
| XI Legislatura                        | 2018                                  | 56,56%                                | Partido Popular Andaluz                        | 749.275                               | 20,75%                                | 26                                    |                                                 |                                       |

## Partidos con representación parlamentaria
En los diez procesos electorales celebrados hasta hoy las candidaturas que han obtenido representación parlamentaria han sido:
- Partido Socialista Obrero Español de Andalucía
- Partido Popular
- Partido Andalucista
- Izquierda Unida Los Verdes-Convocatoria por Andalucía
- Partido Comunista de Andalucía–Partido Comunista de España
- Unión de Centro Democrático
- Coalición Popular de Andalucía
- Federación de Alianza Popular
- Coalición Andalucista–Poder Andaluz
- Partido Socialista de Andalucía–Partido Andaluz
- Podemos Andalucía
- Ciudadanos-Partido de la Ciudadanía
- Adelante Andalucía
- Vox